# Долгие и краткие гласные
До́лгие и кра́ткие гла́сные — гласные, характеризующиеся большей или меньшей длительностью относительно друг друга. Противопоставление гласных по долготе — краткости является одной из просодических характеристик гласных звуков (наряду с тональностью).
В ряде языков длительность гласных может являться компонентом ударения.
Долгие гласные могут появляться в позиции сочетания двух гласных одинакового качества на стыках морфем (например, два звука [i] в слове «фамилии»); такие гласные принято называть двойными.
Долгие гласные в международном фонетическом алфавите так же, как и сдвоенные согласные (геминаты), обозначаются при помощи знака ː — [aː], [oː], [iː] и т. п.

## Долгие и краткие гласные фонемы
В ряде языков (латинском, английском, немецком, чешском и многих других) оппозиция долгих и кратких гласных является фонематическим признаком (долгие и соответствующие им краткие гласные представляют собой разные фонемы). В вокализме таких языков долгие гласные отличаются от противопоставленных им кратких как временем звучания (большей длительностью), так и некоторыми артикуляционными особенностями: например, английский долгий [iː] — более закрытый и передний, а краткий [ɪ] — более открытый и менее передний; немецкий краткий [ʊ] более открытый и менее задний, чем долгий [uː] и т. д., то есть различия в длительности сопровождаются у гласных различиями в качестве.
Различия в длительности между долгими и краткими гласными могут проявляться в разной степени: их различия максимальны в том случае, если долгие и краткие не имеют качественных различий, и минимальны в том случае, если между долгими и краткими гласными отмечаются артикуляционные различия (по ряду, подъёму и т. д.).

## Акцентная долгота и краткость
Различия в длительности гласных могут быть обусловлены их позицией в ударных или безударных слогах в тех языках, в которых длительность является одним из компонентов ударения. Такие различия характерны для вокализма языков, в которых длительность может являться как релевантной, так и нерелевантной для системы фонем. Так, например, в английском и русском языках количественный признак (длительность) является одним из важных компонентов ударения, поэтому ударный гласный всегда длиннее безударного, при этом в русском наиболее сильное сокращение длительности гласных отмечается во втором предударном слоге. Для носителей русского языка, воспринимающих долгие гласные как ударные, чешские слова со вторым долгим слогом типа motýl «бабочка» звучат, как имеющие ударение на втором слоге, хотя в действительности ударение в чешском языке всегда падает на первый слог. В языках с оппозицией долгих и кратких гласных, как, например, в древнегреческом языке, признак длительности, не являясь компонентом ударения, может оказывать влияние на образование его разновидностей.

## В языках мира

### В славянских языках
Долгие и краткие гласные были характерны для праславянского языка.
В процессе формирования самостоятельных славянских языков на основе праславянских диалектов в большинстве из них оппозиция гласных по долготе — краткости была утрачена за исключением чешского, словацкого и сербохорватского языков. В этих языках противопоставлены по пять пар долгих и кратких гласных: /ā/, /ē/, /ī/, /ō/, /ū/ — /a/, /e/, /i/, /o/, /u/. На письме долгие гласные обозначаются в основном при помощи диакритического знака акут: в чешском — á, é, í (ý), ó, ú (в ряде позиций в слове — как ů); в словацком —á, é, í, ó, ú; в сербохорватском языке долгие гласные на письме не отображаются.
В словенском литературном языке отсутствуют долгие гласные фонемы; тем не менее варианты семи из восьми фонем словенской фонетической системы ([iː], [eː], [ɛː], [аː], [ɔː], [oː], [uː]) могут быть долгими (исключительно только в ударной позиции).
В остальных славянских языках на месте долгих сформировались краткие гласные. Например, в польском языке оппозиция гласных фонем по долготе — краткости к концу XV — началу XVI века была преобразована в результате сокращения долгих и изменения их тембра в оппозицию чистых и суженных (бывших долгих) кратких гласных. В дальнейшем суженные гласные постепенно совпали с остальными (чистыми) краткими гласными. Буква ó, которая обозначала соответствующий суженный гласный, возникший на месте старой долготы, сохранилась в польском алфавите до настоящего времени (теперь как ó, так и графема u обозначают одну и ту же гласную u).

### В романских языках
Оппозиция долгих и кратких гласных характерна для праязыка романской группы — латинского языка. В современных романских языках эта оппозиция отмечается только лишь во фриульском языке и в некоторых северноитальянских диалектах. Как реликт она сохраняется во французских диалектах, а также в бельгийском и канадском французских языках. Во всех остальных романских языках количественные противопоставления гласных не фонологизованы. Так, в итальянском языке долгота и краткость гласных обусловлена характером слога (в открытых слогах произносятся долгие аллофоны, в закрытых слогах — более краткие); во французском языке долгота закреплена за определёнными фонемами (например, /ɑ/ — всегда долгая) или определяется позиционной сочетаемостью (реализуется в позиции перед согласными /r/, /v/, /z/, /ʒ/).

### В уральских языках
В уральских языках оппозиция долгих и кратких гласных отмечается в венгерском, мансийском, саамских и в большинстве прибалтийско-финских языков, а также в некоторых диалектах коми — в частности, в ижемском; при этом для эстонского и саамских языков характерны три квантитативные степени (возможно, они представляют собой явления, сопутствующие другим просодическим особенностям этих языков). Пример оппозиции трёх фонологических ступеней долготы в эстонском языке: sada [sata] «сто» — saada [saˑta] «посылай» — saada [saːta] «получить».

### В алтайских языках
В реконструируемых схемах фонетики гипотетического языка-предка алтайских языков (тюркских, монгольских, тунгусо-маньчжурских, японского и корейского) предполагается различие кратких и долгих гласных фонем.
В большинстве современных тюркских языков насчитывается восемь кратких фонем: /а/, /е/, /о/, /ө/, /у/, /ү/, /ы/, /и/. Соответствующие им долгие гласные утрачены почти во всех тюркских языках за исключением якутского, туркменского, халаджского и некоторых других языков. В частности, в киргизском языке отмечается 6 долгих гласных: [а:], [е:], [о:], [ө:], [ү:], [у:] (на письме — аа, ээ, оо, өө, уу, үү). Кроме того, реликты долгих гласных встречаются в чулымско-тюркском и уйгурском языках, в диалектах каракалпакского и узбекского языков, а также в ряде других тюркских языках и диалектах.
Больше половины монгольских языков характеризуются различием кратких и долгих гласных фонем. Отсутствует различие по долготе — краткости только в могольском и дунсянском языках. Для некоторых языков и диалектов, таких, как баоаньский и шира-югурский долгота гласных фонологически незначима.

### В африканских языках
Широкое распространение противопоставления гласных по долготе — краткости характерно для фонологических систем чадских языков.

### В австронезийских языках
Долгота и краткость характерна для вокализма ряда австронезийских языков. Так, противопоставление гласных по долготе — краткости имеется в гавайском языке и в языке маори, в которых на письме отображается с помощью макрона.